# Križevska vas, Dol pri Ljubljani
Križevska vas je naselje v Občini Dol pri Ljubljani. 
Dolgo let je v naselju delovala osnovna šola do predmetne stopnje. V vasi je cerkev Sv. Križa.
Blizu naselja se nahaja plezališče.

## Ime
Do leta 1952 se je naselje imenovalo Sveti Križ. V Križevsko vas je bilo preimenovano na osnovi "Zakona o imenovanju naselij in označevanju trgov, ulic in zgradb" iz leta 1948. Tako kot preimenovanje mnogih drugih krajev po Sloveniji v povojnem času je bilo tudi preimenovanje Svetega Križa del obsežne kampanje komunistične oblasti, da se iz toponimov slovenskih krajev odstranijo vsi religiozni elementi.  